# Charles Dupuis (graveur)
Pour les articles homonymes, voir Charles Dupuis et Dupuis (homonymie).
Charles Dupuis est un graveur français né à Paris en 1685 et mort dans la même ville le 3 mars 1742.

## Biographie
En 1712, il est à Londres aux côtés de Claude Dubosc pour assister Nicolas Dorigny à l'interprétation des Cartons de Raphaël.
Il a gravé un grand nombre de tableaux des galeries de Versailles et du Palais-Royal. 
Il est reçu membre de l'Académie royale de peinture et de sculpture le 27 octobre 1730 après la présentation du portrait de Nicolas Coustou d'après le tableau de Jean Le Gros, et celui de Nicolas de Largillière peint par Charles-Étienne Geuslain.  
Son frère est Nicolas-Gabriel Dupuis, gendre de Gaspard Duchange.

## Œuvres

### Portraits
- Jérôme Bignon, d'après Antoine Coysevox[2]
- Nicolas Coustou d'après Jean Le Gros[3]
- Nicolas de Largillierre, d'après Étienne Geulin[4]
- Henri Ier de Guise dit le « le Balafré », d'après Daniel Dumonstier[5]
- Henri IV, d'après Antoine Boizot[6]
- Louis Marchand, d'après Robert de Séry[7]
- Jean Pitard[8]
- Pierre Puget, d'après François Puget[9]
- Michel Le Quien[10]
- Anne Antonia Christina Somis, épouse de Charles André Van Loo[11]

### Allégories
- La Civilisation, d'après Robert de Séry[12]
- La Terre et l'Air, d'après Louis Boullongne
- Leçon d'amour d'après Antoine Watteau[13]

### Scènes religieuses
- Saint Jean dans le désert[14]
- Le Mariage de la Vierge, d'après Charles André van Loo[15]

## Galerie

Gravures de Charles Dupuis
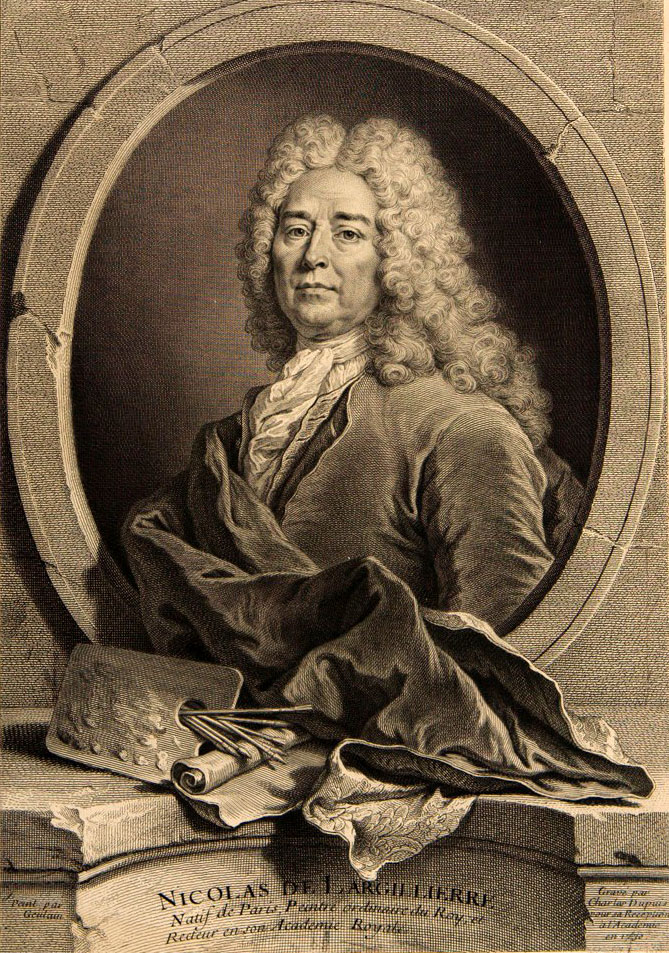
Nicolas de Largillière.
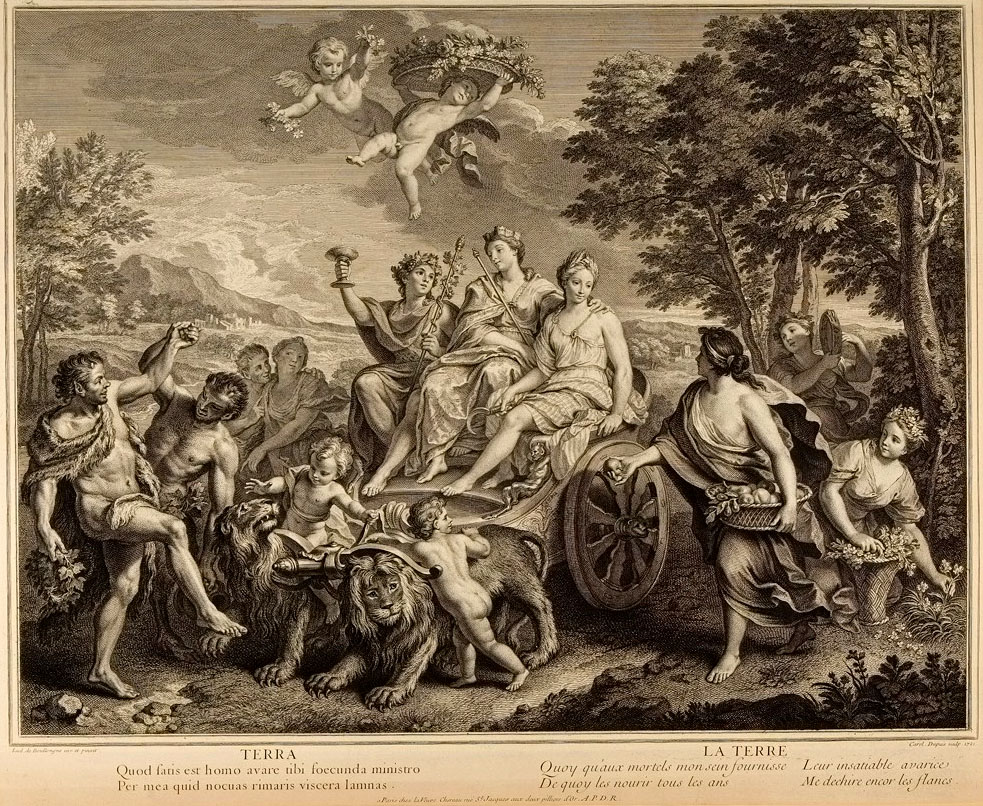
La Terre.
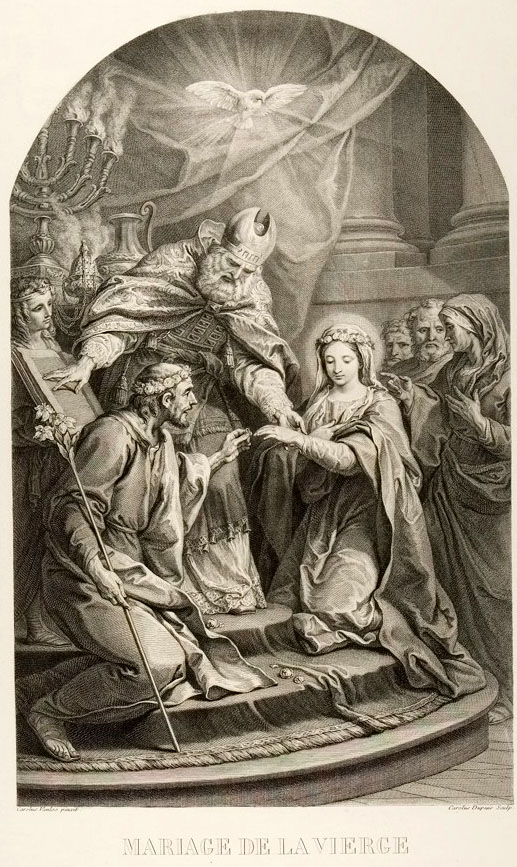
Mariage de la Vierge
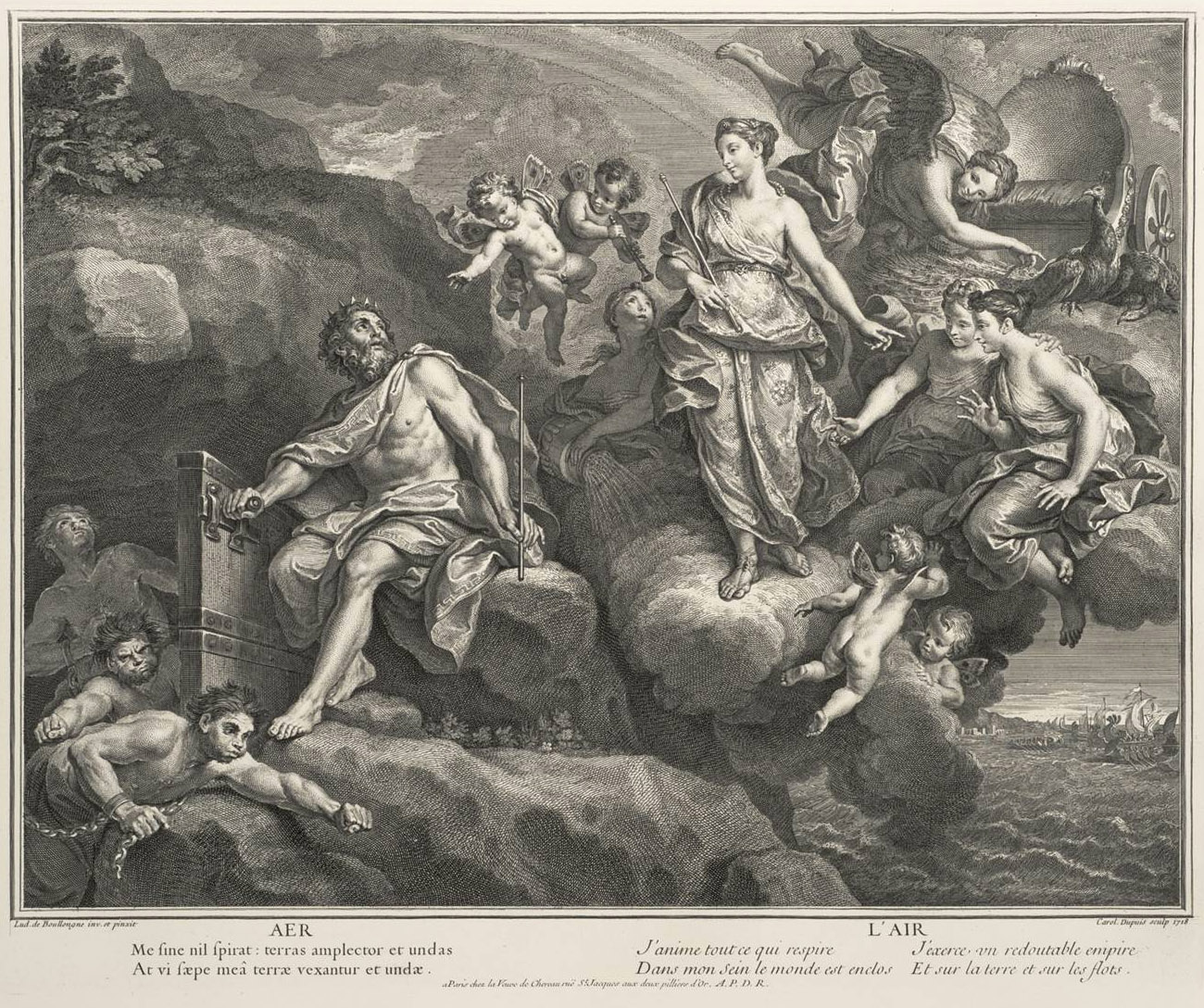
L'Air.
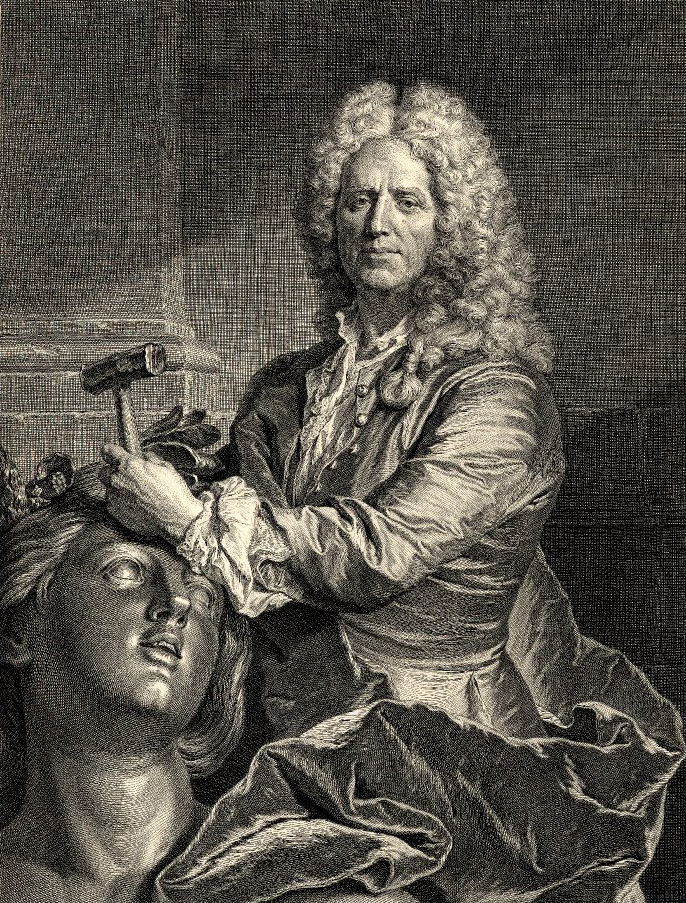
Nicolas Coustou.